# Julius Ebbinghaus
Julius Ebbinghaus (9 de novembro de 1885, Berlim - 16 de junho de 1981, Marburg an der Lahn) foi um filósofo alemão, um dos seguidores mais próximos de Immanuel Kant no século XX. Ele foi influenciado pela escola de neokantismo de Heidelberg de Wilhelm Windelband, e escreveu sobre filosofia do direito e o imperativo categórico. Professor na Universidade de Marburg (Philipps-Universität Marburg) desde 1940; 1954 professor emérito, continuando a lecionar até 1966. Em outubro de 1945, assumiu o cargo de Reitor Magnífico por ordem das forças de ocupação americanas. Ele era filho do famoso psicólogo Hermann Ebbinghaus.

## Obras
- Gesammelte Aufsätze, Vorträge und Reden. Wissenschaftliche Buchgesellschaft, Darmstadt 1968 (oito ensaios sobre Kant, cinco sobre a história da filosofia e um sobre a filosofia do direito)

Escritos coletados (editados em Bouvier por Hariolf Oberer e Georg Geismann ou Karlfriedrich Herb (volume 4)):
- Bd. 1: Sittlichkeit und Recht, Praktische Philosophie 1929–1954, Bonn 1986;
- Bd. 2: Philosophie der Freiheit, Praktische Philosophie 1955–1972, Bonn 1988;
- Bd. 3: Interpretation und Kritik, Schriften zur Theoretischen Philosophie und zur Philosophiegeschichte 1924–1972, Bonn 1990;
- Bd. 4: Studien zum Deutschen Idealismus, Schriften 1909–1924, Bonn 1994
- Philosophische Studien aus dem Nachlaß, Würzburg 2013

- Die Atombombe und die Zukunft des Menschen (zum gleichnamigen Werk von Karl Jaspers), in: Studium generale: Zeitschrift für interdisziplinäre Studien 10/3 (1957), S. 144–153.